# Xysmalobium parviflorum
Xysmalobium parviflorum är en oleanderväxtart som beskrevs av William Henry Harvey och S. Elliot. Xysmalobium parviflorum ingår i släktet Xysmalobium och familjen oleanderväxter. Inga underarter finns listade i Catalogue of Life.